# Josef Elfenbein
Josef Horblit Elfenbein (* 9. März 1927 in Santa Monica; † 4. Januar 2019 in Cambridge) war ein US-amerikanischer Iranist und Hochschullehrer.

## Leben und Wirken
Josef Elfenbein studierte zunächst von 1943 bis 1945 Mathematik an der Princeton University und wechselte dann von 1947 bis 1950 zum Fachgebiet der Indogermanistik. Dort wurde er 1950 zum Ph.D. mit einer Arbeit über „The Tocharian verbal system“ promoviert. Nachfolgend verließ er die USA und lebte längere Zeit in Italien, in Israel und in den Niederlanden. Längere Zeit verbrachte er in Pakistan bei Feldforschungen. Von 1961 bis 1962 war er Dozent für Mathematik an der Universität Teheran und von 1965 bis 1978 Dozent für Mathematik an der University of London. Dort erwarb er 1969 einen Magisterprad in Mathematischer Statistik. Von 1979 bis 1982 lehrte er Statistik an der University of Baluchistan in Pakistan. Ab 1989 hatte Elfenbein eine Honorarprofessur für Iranistik und Vergleichende Sprachwissenschaft an der Universität Mainz inne. 2001 trat er in den Ruhestand und zog nach Cambridge.
In seinen Veröffentlichungen beschäftigte sich Elfenbein vor allem mit der belutschischen Sprache.

## Veröffentlichungen (Auswahl)
- A vocabulary of Marw Baluchi (= Annali Istituto Universitario Orientale di Napoli. Sezione linguistica. Quaderni. Band 2). Istituto Universitario Orientale, Neapel 1963.
- The Baluchi language. A dialectology with texts (= Royal Asiatic Society monographs. Band 27). Royal Asiatic Society of Great Britain and Ireland, London 1966, ISBN 90-04-04445-0.
- (Hrsg.): A Baluchi miscellanea of erotica and poetry. Codex Oriental Additional 24048 of the British Library (= Annali Istituto Universitario Orientale di Napoli. Supplemento. Band 35). Istituto Universitario Orientale, Neapel 1983.
- Mythologie der Balutschen. In: Hans Wilhelm Haussig (Hrsg.): Götter und Mythen der kaukasischen und iranischen Völker. Klett-Cotta, Stuttgart 1986, ISBN 3-12-909840-2, S. 489–507.
- (Hrsg.): An anthology of classical and modern Baluchi literature. Zwei Bände. Harrassowitz, Wiesbaden 1990, ISBN 3-447-03030-5.
- (Mitarb.): Helmut Humbach / Ērbedestān. An Avesta-Pahlavi text (= Münchener Studien zur Sprachwissenschaft. Neue Folge, Band 15). Kitzinger, München 1990, ISBN 3-920645-43-X.
- (Mitarb.): Helmut Humbach / The Gāthās of Zarathustra and the other old Avestan texts. Zwei Bände. Winter, Heidelberg 1991, ISBN 3-533-04472-6 und ISBN 3-533-04474-2.
- (Hrsg.): Georg Morgenstierne, A new etymological vocabulary of Pashto (= Beiträge zur Iranistik. Band 23). Reichert, Wiesbaden 2003, ISBN 3-89500-364-6.